# Cinnamomum mathewsii
Espèce
Synonymes
- Persea punctata var. matthewsii Meisn.[1]
- Phoebe matthewsii (Meisn.) Mez[1]

Statut de conservation UICN

 VU D2 : Vulnérable
Cinnamomum mathewsii est une espèce de plantes à fleurs de la famille des Lauraceae.

## Publication originale
- Reinwardtia 6(1): 21. 1961.